# Rudolph Blaschka
Rudolph Blaschka (1857-1939), junto com o seu pai Leopold Blaschka, foi um famoso artesão e ourives da Boémia.

## Actividade profissional
Rudolph Blaschka foi um artesão que colaborou e prosseguiu a arte de moldar o vidro para fabricar rigorosos modelos, à escala natural, de plantas e animais, que o seu pai, Leopold, havia iniciado.
A técnica usada para realizar as esculturas de vidro era completamente artesanal. Pai e filho fabricavam as minúsculas peças de vidro que sopravam depois ao fogo e fixavam com colas animais e vegetais. Pintavam à mão cada exemplar, utilizando esmaltes naturais. A partir de 1890, os Blaschka passaram a dedicar-se mais intensamente à criação de plantas de vidro para o Museu Botânico da Universidade de Harvard com o qual assinaram um acordo de exclusividade. Hoje, no Museu de História Natural daquela instituição norte americana, pode ser vista a célebre The Ware Collection of Blaschka Glass Models of Plants, com milhares de modelos em vidro de plantas e flores. Após a morte de Leopold, em 1895, o seu filho Rudolph prosseguiu a tarefa e chegou a produzir mais de quatro mil réplicas de flores exóticas. Infelizmente, veio a morrer sem deixar descendência ou aprendizes que pudessem continuar o trabalho. A arte extraordinária dos Blaschka morreu com eles.
As obras artísticas de extremo rigor e valor científico encontram-se em museus de Londres, Aberdeen, Viena, Berlim e em muitas outras grandes cidades mundiais. Existe ainda a Casa Blaschka de Dresden, onde se homenageia o trabalho daqueles artesãos.

### Em inglês
- Páginas do Museu do Design de Londres sobre a vida e obra dos Blaschka
- The Ware Collection of Blaschka Glass Models of Plants Harvard website
- Invertebrate Models at Cornell University
- "Glass Flowers bloom again at HMNH", Harvard University Gazette
- "'Glass Flowers' gallery to close for renovations", Harvard University Gazette
- "Care for Glass Flowers branches out: Natural History Museum's fragile flowers get needed cleaning and repair", Harvard University Gazette
- "These creatures see dusty duty: Obscure cousins of the Glass Flowers depict denizens of the deep", Harvard University Gazette
- "Eclipsed for decades, Harvard's glass animals step out", Harvard University Gazette